# Heinrich Fehr
Heinrich Fehr (Niederweningen, 1831 – Messina, 1887) è stato un ingegnere e agronomo svizzero.

## Biografia
Ha progettato la Villa Comunale di Cittanova, la Villa Margherita di Catanzaro, la Villa Giuseppe Mazzini di Messina, l'omonima Villa Giuseppe Mazzini di Palmi, oltre a numerose altre ville situate in Calabria e in Sicilia. 